# Зубленко Віктор Володимирович
Ві́ктор Володи́мирович Зубле́нко — капітан міліції підрозділу МВС України, учасник російсько-української війни.

## Життєпис
Народився в 1977 році.
У часі боїв потрапив до полону терористів, звільнений 26 грудня 2014 року.

## Нагороди
За особисту мужність і героїзм, виявлені у захисті державного суверенітету та територіальної цілісності України, вірність військовій присязі під час російсько-української війни нагороджений
- орденом Данила Галицького (27.5.2015).